# Цветан Младенов
Цветан Младенов е български инженер и военномобилизиран офицер за връзка, капитан, и преводач в Егейска Македония през Втората световна война.

## Биография
По професия е техник, но владее немски и гръцки език. Според гръцки източници е служил в авиацията. Служи като комендантски адютант с чин поручик в състава на 8-а пехотна дивизия. На 14 юни 1941 година е изпратен като преводач към германското областно комендантство в Лерин. По мнението на капитан Гризе той работи „тактично“ в сложната обстановка в окупирана Гърция. Определен е за общ ръководител на българските преводачи към германските окупационни части в Егейска Македония. Местни българи пишат в писмо до Богдан Филов: „Него българите от тия места и от Солун обoжават, защото е истински защитник и закрилник на българщината в Македония“